# بازر بیتر

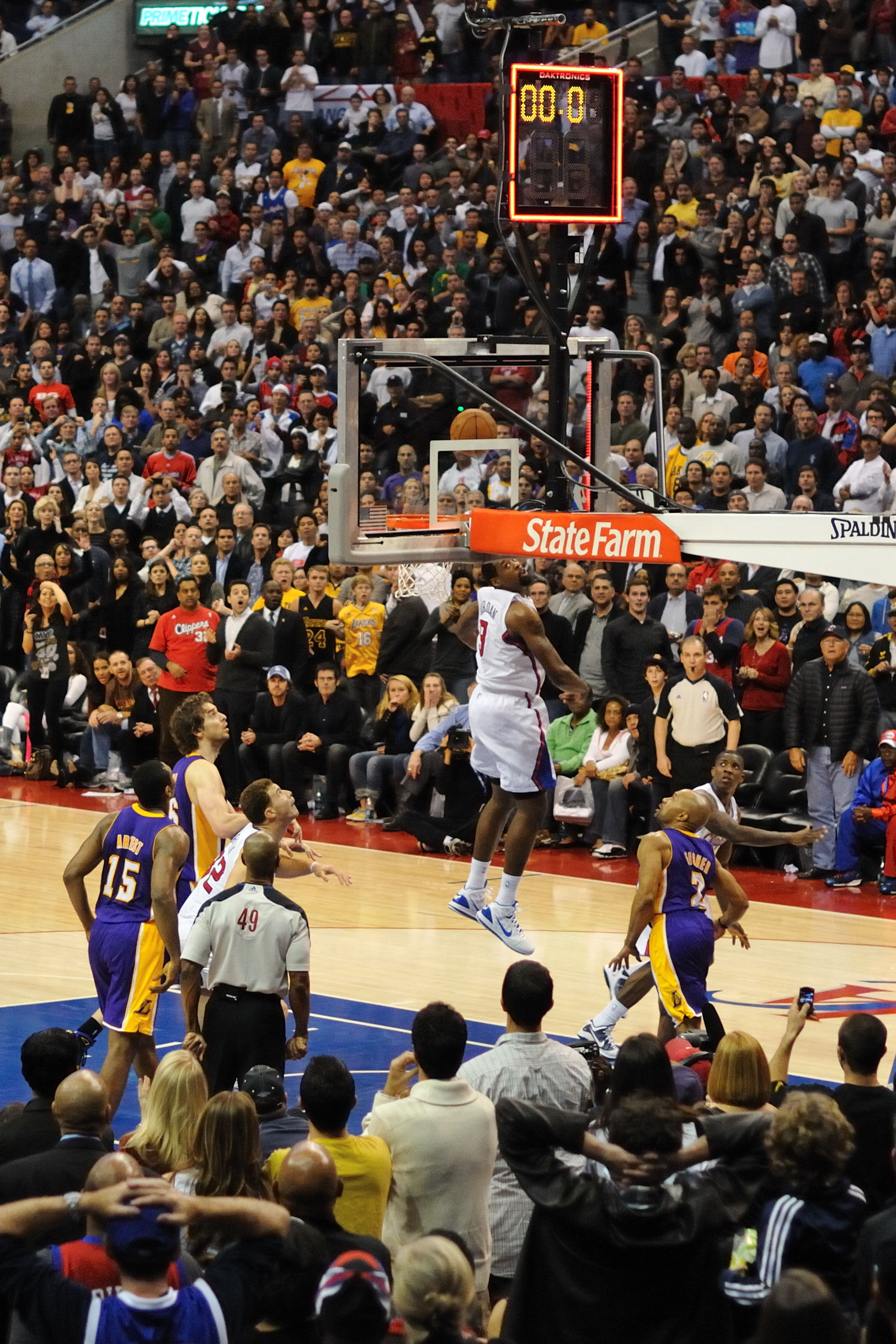
نمونه انجام این حرکت

در بسکتبال، "بازر بیتر " (به انگلیسی: Buzzer Beater) یا "گیم وینر" شوتی است که قبل از پایان کوارتر پرتاب می‌شود ولی وقتی زمان پایان یابد و صدای ساعت شوت در بیاید وارد سبد بسکتبال می‌شود.
" بازر بیتر" معمولاً به شوت‌هایی که در پایان کوارتر وارد سبد می‌شوند گفته می‌شود اما گاهی به شوت‌هایی که قبل از زنگ زمان مالکیت توپ پرتاب می‌شود هم می‌گویند، اگر بازیکن توپ را قبل از صدای زنگ رها کند و توپ وارد سبد شود امتیازش محسوب می‌شود.
در مسابقات اتحادیه ملی بسکتبال و اتحادیه ملی ورزش دانشگاهی و اتحادیه ملی بسکتبال زنان و سری آ و یورولیگ از بازپخش فوری برای دیدن صحنه‌های شوت قبل و بعد از پایان کوارتر برای امتیازدهی استفاده می‌شود.
از سال ۲۰۰۲، اتحادیه ملی بسکتبال مجوز قرار دادن نوارهای نور LED در امتداد لبهٔ شیشه بسکتبال و لبهٔ اسکوربورد امتیاز به قصد نشان دادن پایان زمان مالکیت و کوارتر را صادر کرد.

## بازر بیترهای قابل توجه

### بازر بیترهای مهم پلی اف اتحادیه ملی بسکتبال
- در بازی چهارم راند اول کنفرانس غرب در سال ۲۰۰۶، کوبی برایانت با بازربیتر ۲ امتیازی خود سبب پیروزی ۹۹–۹۸ لس آنجلس لیکرز بر فینیکس سانز شد و لس آنجلس لیکرز ۳–۱ در سری جلو افتاد.[۱]
- در بازی دوم فینال کنفرانس شرق در سال ۲۰۰۹، لبرون جیمز با شوتی ۳ امتیازی مسبب برد ۹۶–۹۵ تیمش کلیولند کاوالیرز مقابل اورلندو مجیک شد.[۲]
- در بازی پنجم فینال کنفرانس غرب در سال ۲۰۱۰، بعد از اینکه کوبی برایانت شوت سه امتیازی خود را از دست داد، متا ورلد پیس با پوت بک زیبا، ۲ امتیاز برای تیمش گرفت و لس آنجلس لیکرز ۱۰۳–۱۰۱ بازی را مقابل فینیکس سانز برد و در سری ۳–۲ پیش افتاد. لیکرز سری را ۴–۲ برد و برای قهرمانی دومین سال پیاپی در اتحادیه ملی بسکتبالبه فینال اصلی رفت.[۳]
- در بازی اول فینال کنفرانس شرق در سال ۲۰۱۳، میامی هیت ۱۰۲–۱۰۱ از ایندیانا پیسرز عقب بود و با لی‌آپ لبرون جیمز در زمان اضافه به پیروزی رسید.[۴]
- در بازی ششم راند اول پلی اف کنفرانس غرب در سال ۲۰۱۴، زمانی که پورتلند تریل بلیزرز ۹۸–۹۶ عقب بود و ۰٫۹ ثانیه زمان باقی مانده بود، دیمین لیلارد توپ را از پاسی که از بیرون زمین آمد دریافت کرد و شوت سه امتیازی خود را روانه سبد کرد و امتیاز گرفت و سبب پیروزی ۹۹–۹۸ تیمش شد. پورتلند تریل بلیزرز سری را ۴–۲ برد.[۵]
- در بازی سوم نیمه نهایی کنفرانس شرق در سال ۲۰۱۵ ،دریک رز با بازربیتر سه امتیازی خود سبب پیروزی ۹۹–۹۶ شیکاگو بولز بر کلیولند کاوالیرز شد و سری را ۲–۱ به سود شیکاگو بولز کرد.[۶]
- در بازی سوم نیمه نهایی کنفرانس شرق در سال سال ۲۰۱۵، پال پیرس با حرکتی زیبا و تکنیک قدم به عقب با فاصله ۶٫۵ متری با حلقه سبب پیروزی تیم واشینگتن ویزاردز مقابل آتلانتا هاکس شد و سری ۲–۱ به سود واشینگتن ویزاردز شد.[۷]
- در بازی اول نیمه نهایی کنفرانس شرق در سال ۲۰۱۶، کایل لاوری از تورنتو رپترز با شوتی از نیمه زمین و در زمان زنگ بازی را به تساوی ۹۰–۹۰ رساند. هرچند تورنتو رپتورز بازی را ۱۰۲–۹۶ به میامی هیت واگذار کرد.
- در بازی اول راند اول پلی اف کنفراس شرق در سال ۲۰۱۷، جو جانسون از تیم یوتا جاز با انجام لی‌آپ بازر بیتر خود، سبب پیروزی تیم یوتا جاز بر لس آنجلس کلیپرز با نتیجه ۹۷–۹۵ شد و سری ۱–۰ به سود یوتا جاز شد.[۸]

### بازر بیترهای مهم اتحادیه ملی ورزش دانشگاهی
- در ۴ آوریل ۲۰۱۶،  کریس جینکس از تیم ویلانوا با پرتاب سه امتیازی قبل از صدای زنگ مسبب پیروزی بر تیم کالیفرنیا شمالی برای قهرمانی در تورنومنت بستکبال اتحادیه ملی ورزش دانشگاهی ۲۰۱۶ شد.[۹]

### بازر بیترهای مهم سوپرلیگ بسکتبال ایران
- بازر بیتر زیبا و شگفت‌انگیز پری پتی بازیکن تیم شهرداری گرگان در مقابل تیم مهرام در ثانیه پایانی فینال لیگ برتر بسکتبال ایران در اردیبهشت ۱۴۰۰ که قهرمانی تیم گرگانی را به دنبال داشت.

## بازر بیتر در دیگر ورزش‌ها

### هاکی روی یخ
در هاکی روی یخ، همانند بسکتبال، بازر بیتر به گلی تلقی می‌شود که پرتاب آن قبل از صدای زنگ انجام شده باشد؛ اما تفاوت آن با بسکتبال این است که پاک (توپ هاکی) باید قبل از پایان یافتن زمان از تمام خط عبور کند، در صورتی که حتی با ۰٫۱ ثانیه عبور دیر تر، گل پذیرفته نیست.

### گریدیرون فوتبال
در فوتبال آمریکای شمالی یا گریدیرون فوتبال نیز شوت بازر بیتر با شرایط خاصی وجود دارد.